# انریک راباسا
انریک راباسا (انگلیسی: Enric Rabassa; ۱۹ آوریل ۱۹۲۰ – ۲۹ دسامبر ۱۹۸۰) بازیکن فوتبال اهل اسپانیا بود.